# Orlando Osorio
Orlando Osorio (Barranquilla, Atlántico; 28 de enero de 1990) es un futbolista colombiano. Juega de defensa central en el Deportivo Achuapa de la Liga Nacional de Fútbol de Guatemala.

## Clubes
| Club              | País      | Año               |
| ----------------- | --------- | ----------------- |
| Real Cartagena    | Colombia  | 2010 - 2018       |
| Malacateco        | Guatemala | 2019 - 2021       |
| Deportivo Achuapa | Guatemala | 2021 - Actualidad |

## Estadísticas
| Club                      | Div.       | Temporada  | Liga  | Liga  | Copa Nacional | Copa Nacional | Copa Internacional | Copa Internacional | Total | Total |
| Club                      | Div.       | Temporada  | Part. | Goles | Part.         | Goles         | Part.              | Goles              | Part. | Goles |
| ------------------------- | ---------- | ---------- | ----- | ----- | ------------- | ------------- | ------------------ | ------------------ | ----- | ----- |
| Real Cartagena · Colombia | 1.ª        | 2010       | 3     | 0     | 3             | 0             | —                  | —                  | 6     | 0     |
| Real Cartagena · Colombia | 1.ª        | 2011       | 14    | 2     | 8             | 2             | —                  | —                  | 22    | 4     |
| Real Cartagena · Colombia | 1.ª        | 2012       | 9     | 0     | 8             | 0             | —                  | —                  | 17    | 0     |
| Real Cartagena · Colombia | 2.ª        |            |       |       |               |               |                    |                    |       |       |
| Real Cartagena · Colombia | 2013       | 8          | 0     | 1     | 0             | —             | —                  | 9                  | 0     |       |
| Real Cartagena · Colombia | 2014       | 29         | 0     | 8     | 0             | —             | —                  | 37                 | 0     |       |
| Real Cartagena · Colombia | 2015       | 38         | 4     | 3     | 0             | —             | —                  | 41                 | 4     |       |
| Real Cartagena · Colombia | 2016       | 31         | 2     | 5     | 1             | —             | —                  | 36                 | 3     |       |
| Real Cartagena · Colombia | 2017       | 19         | 0     | 5     | 0             | —             | —                  | 24                 | 0     |       |
| Real Cartagena · Colombia | 2018       | 13         | 0     | 3     | 0             | —             | —                  | 16                 | 0     |       |
| Real Cartagena · Colombia | Total club | Total club | 164   | 8     | 44            | 3             | 0                  | 0                  | 208   | 11    |